# Bandar bin Sultan Al Saud

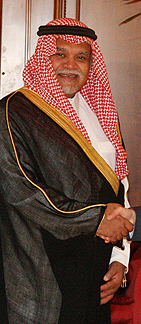
Bandar ibn Sultan (2008)

Prinz Bandar bin Sultan bin Abdulaziz Al Saud; arabisch بندر بن سلطان بن عبد العزيز آل سعود, DMG Bandar b. Sulṭān b. ʿAbd al-ʿAzīz Āl Saʿūd (* 2. März 1949 in Taif) ist ein saudi-arabischer Politiker und vertrat von 1983 bis 2005 sein Land als Botschafter in den Vereinigten Staaten. Am 16. Oktober 2005 wurde er durch den damaligen saudischen König Abdullah ibn Abd al-Aziz zum Generalsekretär des Nationalen Sicherheitsrates berufen.

## Leben
Bandar wurde in Taif, Saudi-Arabien, als Sohn des späteren Kronprinzen Sultan ibn Abd al-Aziz und der sudanesischen Konkubine Khizaran, die bei seiner Geburt 16 Jahre alt gewesen war, geboren. Erst im Alter von 11 Jahren bekannte sich sein Vater auf Initiative seines Halbbruder König Faisal ibn Abd al-Aziz zu seinem Sohn. Bis dahin lebte Bandar bei seiner Mutter und deren Familie und hatte kaum Kontakt zu seinem Vater. Da das religiöse Gesetz der Scharia die Gleichbehandlung aller Söhne eines Mannes vorschreibt, genoss schließlich auch Bandar bin Sultan eine moderne, internationale Erziehung. Er heiratete seine Cousine Prinzessin Haifa bint Faisal, König Faisals Tochter, bevor er im Jahre 1983 sein Amt als saudi-arabischer Botschafter in den Vereinigten Staaten von Amerika antrat.
Im Vereinigten Königreich besuchte er das Royal Air Force College Cranwell und wurde zum Hauptmann der saudi-arabischen Luftwaffe, der er 17 Jahre lang diente. Als ausgebildeter Pilot verfügt er über Erfahrung in der Steuerung von Kampfflugzeugen. Er besuchte verschiedene Militärschulen in den Vereinigten Staaten wie die Maxwell Air Force Base, Alabama, und das Industrial College of the Armed Forces in Washington D.C., bevor er an der Paul H. Nitze School of Advanced International Studies an der Johns Hopkins University ebenfalls in Washington D.C. den Mastergrad in internationaler Politik erlangte.
Der Startschuss für seine diplomatische Karriere fiel 1978: Als persönlicher Gesandter des saudischen Königs gelang es ihm, sich erfolgreich beim amerikanischen Kongress für die Genehmigung des Verkaufs von McDonnell Douglas F-15-Kampfflugzeugen einzusetzen. 1983 wurde er zum Botschafter Saudi-Arabiens in den Vereinigten Staaten berufen. Während seiner Amtszeit, so berichtet er, habe er mit fünf US-Präsidenten, zehn Außenministern, elf Nationalen Sicherheitsberatern, 16 Kongresssitzungen, aufsässigen Medien und Hunderten von gierigen Politikern zu tun gehabt.

### Politische Laufbahn
Bandar baute enge Beziehungen mit einer Reihe amerikanischer Präsidenten auf, vor allem mit George Bush und George W. Bush, wobei ihm letzterer den freundschaftlichen und kontroversen Spitznamen „Bandar Bush“ gab. In Washington war hinlänglich bekannt, dass Bandar so eng mit George Bush und den führenden Köpfen seiner Regierung zusammenarbeitete (darunter James Baker, Dick Cheney, General Colin Powell), dass er praktisch selbst Regierungsmitglied wurde. Er besuchte unangemeldet das Weiße Haus und galt als der einzige in Washington angesiedelte Botschafter, der Personenschutz durch das Auswärtige Amt erhielt. (Die enge Beziehung zur Bush-Familie ist Gegenstand von Craig Ungers Buch House of Bush, House of Saud und wird in Michael Moores Fahrenheit 9/11 hervorgehoben)
Trotz starker Gegenstimmen von Seiten Israels und des amerikanischen Kongresses sicherte er den Kauf von Awacs-Aufklärungsflugzeugen während der Reagan-Regierung. Zum Ärger des Auswärtigen Amtes legte er die CIA herein, indem er anlässlich eines einmal geplatzten Waffengeschäftes mit den Vereinigten Staaten seine Abwehrraketen kurzerhand in China kaufte. Dennoch verlor er nie die Gunst seines eigenen Regenten und auch der verschiedenen US-Präsidenten, vor allem der republikanischen. Einen Teil seiner Beliebtheit verdankte er sicherlich seiner Vorliebe für Baseball, einen aufwendigen Lebensstil und kubanischen Zigarren, womit er sich mit der Aura des ur-amerikanischen Arabers umgab. Es wird behauptet, dass Bandar und Präsident George W. Bush sich oft privat trafen, um Zigarren zu rauchen und über Baseball zu reden und dass Bandar oft in Fragen zum Mittleren Osten konsultiert wurde.
Kein arabischer Botschafter – vielleicht überhaupt kein Botschafter – hatte jemals so großen Einfluss in Washington wie Bandar. Auf dem Höhepunkt seiner Macht hatte er sich für beide Seiten unentbehrlich gemacht, so diente er seinem König als persönlicher Bote und dem Weißen Haus als Laufbursche.

### Terrorismusfinanzierung
Am wahhabitischen saudischen Königshof gilt Bandar als einer der eifrigsten Gegner der Schiiten. Im Nachrichtensender CNN berichtete der investigative Journalist Seymour Hersh, dass die sunnitische Terrorgruppe Fatah al-Islam finanzielle Hilfe von Bandar ibn Sultan erhalten habe. Dies sei das Resultat einer Abmachung zwischen Bandar, Dick Cheney und Elliott Abrams gewesen, „wobei die Saudis heimlich den sunnitischen Fatah al Islam als Gegengewicht zu der im Libanon aktiven, schiitischen Hisbolla unterstützten.“ Er behauptete auch, dass die von der sunnitischen Zukunftsbewegung geführte, libanesische Regierung der Terrorgruppe geholfen habe.
Bandar soll bereits 1985 ein angeblich von der CIA in Auftrag gegebenes Bombardement in Beirut finanziell mitgetragen haben. Bei dem Anschlag, einem fehlgeschlagenen Versuch den führenden schiitischen Kleriker Muhammad Hussein Fadlallah zu beseitigen, kamen 80 Zivilisten ums Leben.
Einem in der New York Post erschienenen Artikel zufolge überwies Bandar als damaliger Botschafter im Vorfeld der Terroranschläge am 11. September 2001 130.000 Dollar an den saudischen Agenten Osama Bassnan, der die beiden Flugzeugentführer Khalid al-Minhdhar und Nawaf al-Hazmi unterstützte.

### Kontroverse Aspekte

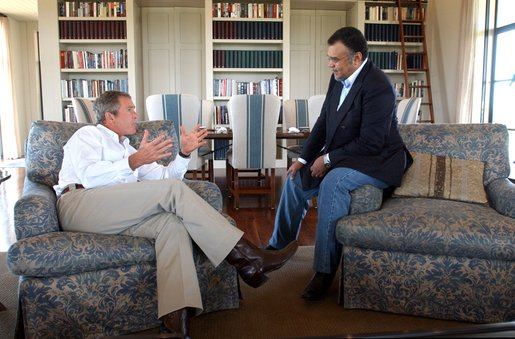
Bandar ibn Sultan mit George W. Bush (links) im August 2002.

Das Buch Der Angriff – Plan of Attack von Bob Woodward diskutiert Bandars Rolle kontrovers. Darin werden Vermutungen geäußert, nach denen Präsident George W. Bush Bandar noch vor Außenminister Powell über die Invasion im Irak informiert haben soll. Darüber hinaus behauptet der Autor, dass kurz vor den Wahlen im November 2004 eine Absprache zur Senkung der Ölpreise getroffen worden sei. Bandar bekannte sich öffentlich zu Präsident Bush.
Es wird berichtet, dass Bandar am 26. Juni 2005 „aus persönlichen Gründen“ seinen Botschafterposten aufgegeben habe. Wochen vor dem Tod des Königs Fahd war Bandars Rückkehr nach Saudi-Arabien angekündigt worden. Am Todestag König Fahds wurde Bandars Vater Sultan ibn Abd al-Aziz Al Saud zum Kronprinzen erhoben. Gerüchteweise heißt es, dass Bandars Rückkehr zeitlich so abgestimmt worden war, dass er sich einen Posten in der neuen Regierung sichern konnte. Im Oktober 2005 wurde er zum Vorsitzenden der nationalen Sicherheitsbehörde Saudi-Arabiens berufen.

### Korruptionsvorwürfe
Bandar half 1985 bei den Verhandlungen zu den sogenannten al-Yamamah-Deals, wobei ein massives Waffenarsenal, darunter 100 Kampfflugzeuge, von Großbritannien an Saudi-Arabien zu einem Gesamtwert von etwa 40 Milliarden GBP verkauft wurde. Daraufhin soll der britische Waffenhersteller British Aerospace (jetzt BAE Systems) über mindestens zehn Jahre hinweg geheime Zahlungen von etwa 1 Milliarde GBP in jährlichen Raten von bis zu 120 Millionen GBP an zwei Konten der saudi-arabischen Botschaft in Washington überwiesen haben. Bandar soll aus diesen Botschaftskonten Geld für persönliche Zwecke entnommen haben, so etwa für die Wartungskosten seines privaten Airbus A340. Ermittlern zufolge wurde kein Unterschied gemacht zwischen den Botschaftskonten, den Regierungskonten und den Privatkonten der saudischen Königsfamilie. Die Zahlungen wurden anlässlich einer Untersuchung des Serious Fraud Office, des britischen Dezernat für schwere Betrugsfälle, entdeckt, jedoch im Dezember 2006 durch den britischen Oberstaatsanwalt Lord Goldsmith eingestellt.

### Nach dem Botschaftsamt
Dem Auslandsberichterstatter der Nachrichtenagentur United Press International Arnaud de Borchgrave zufolge (so schrieb er Ende Dezember 2006) soll ein Geheimtreffen zwischen Bandar und US-Regierungsmitgliedern stattgefunden haben, nachdem er von seinem Posten zurückgetreten war:
Seit Turki ibn Faisal Botschafter geworden sei, habe Bandar mehrere Reisen in die Vereinigten Staaten unternommen, unter dem Vorwand, sein Anwesen in Aspen zu besuchen. Doch seien Bandar Wartungsstops auf der Andrews Air Force Base außerhalb Washingtons gestattet gewesen. Dadurch sei es möglich gewesen, incognito nach Camp David zu reisen, um sich mit dem Nationalen Sicherheitsberater Stephen Hadley zu treffen. Dabei sei er auch mit dem Direktor der Nationalen Sicherheitsbehörde für den Mittleren Osten, Elliott Abrams, einem prominenten Neo-Konservativen, zusammengekommen, so heißt es in de Borchgraves Bericht.
Bandar verhalte sich dem Iran gegenüber ‚trotziger’, als es sein Amtsnachfolger Turki ibn Faisal tue, so de Borchgrave. So gehe Bandar davon aus, dass nur eine militärische Intervention den Iran davon abhalten könne, die 10. Atommacht der Welt zu werden. Borchgrave lässt ferner verlauten, dass Bandar andere saudische Regierungsmitglieder von dieser Meinung überzeugt habe, darunter König Abdullah, Verteidigungsminister Sultan, Bandars Vater, und Innenminister Naif ibn Abd al-Aziz.

### Bürgerkrieg in Syrien

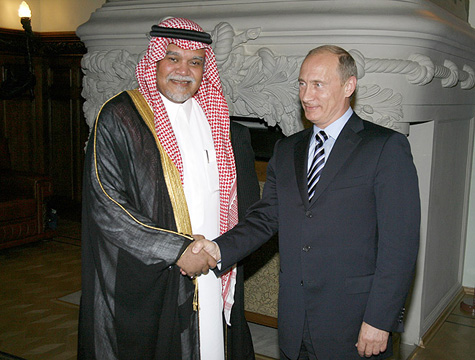
Bandar mit Wladimir Putin (rechts) im Juli 2008

Während des Bürgerkriegs in Syrien wurden bei einem Bombenanschlag in Damaskus am 18. Juli 2012 die syrischen Generäle Asif Schaukat, Daoud Rajha und Hassan Tourkmani auf der Stelle getötet. General Hischam al-Ichtiyar starb kurz nach dem Anschlag an seinen Verletzungen. Syrien machte für diesen Anschlag den saudischen Geheimdienst und somit Bandar verantwortlich. Es wurde fälschlich berichtet, dass durch eine Vergeltungsaktion des syrischen Geheimdienstes Bandar am 26. Juli 2012 durch einen Bombenanschlag schwer verletzt worden und kurz darauf seinen Verletzungen erlegen sei.
Im August 2013 wurde bekannt, dass Bandar Russlands Präsident Wladimir Putin angeboten habe, für die saudischen Streitkräfte russische Waffen im Wert von 15 Milliarden US-Dollar kaufen zu wollen und Russlands Vormachtstellung bei der Gasversorgung Europas in Zukunft nicht zu bedrohen, sollte Russland seine Unterstützung für Präsident Assad und sein Regime zurückfahren und keine UN-Resolution des Sicherheitsrates der Vereinten Nationen gegen das syrische Regime mehr blockieren.

## Privatleben
Bandar ist mit seiner Cousine Prinzessin Haifa, einer Tochter seines Onkels König Faisal, verheiratet, mit der er vier Söhne und vier Töchter hat.
Am 12. Juli 2006 wurde berichtet, dass Bandar sein etwa 17 km² großes Anwesen in Aspen, Colorado für 135 Mio. US-Dollar zum Verkauf anbot. Das luxuriöse Feriendomizil mit dem Namen Hala Ranch (39° 14′ 47″ N, 106° 50′ 58,5″ W) ist größer als das Weiße Haus, steht auf einem Berggipfel auf rund 40 ha Land und verfügt über 15 Schlaf- und 16 Badezimmer, deren Armaturen mit 24 Karatgold verziert sind. Da kein Käufer gefunden werden konnte, bleibt das Anwesen weiterhin in seinem Besitz, zu dem auch Glympton Park in Oxfordshire gehört.
Seine Tochter Reema bint Bandar Al Saud ist seit 2019 Botschafterin in den USA und damit die erste Botschafterin des Landes überhaupt. Sein Sohn Khalid bin Bandar bin Sultan Al Saud war ab Oktober 2017 Botschafter in Deutschland und ist seit April 2019 Botschafter in Großbritannien.